# Buju Banton
Buju Banton, pseudonimo di Mark Anthony Myrie (Kingston, 15 luglio 1973), è un cantante giamaicano.
Banton è un attivista influenzato politicamente da Marcus Garvey e membro del movimento Rasta.

## Biografia
Buju Banton nacque vicino a Kingston (capitale della Giamaica) in un quartiere povero chiamato "Salt Lane". Buju è un soprannome, in slang giamaicano, che viene dato ai bambini abbastanza robusti e significa breadfruit (l'albero del pane, frutto esotico). Questo nomignolo ironico, alla luce della sua esile corporatura, gli fu dato dalla madre quando era bambino, ed egli continuò ad usarlo. Banton è un'altra parola giamaicana che si riferisce a qualcuno con grandi doti intellettuali e con una buona capacità di parlare, ma era anche il nome di un artista locale che Buju ammirava fin da bambino: Burro Banton, dal quale Mark copiò la voce profonda e graffiante che fece propria.
La madre di Buju, Merlene, era una venditrice di strada mentre il padre, Benjamin Myrie, lavorava come operaio in una fabbrica di mattoni. Lui era uno dei quindici fratelli nati in una famiglia che discendeva direttamente dai cimarroni, un gruppo di schiavi che, liberatisi, avevano combattuto orgogliosamente contro i colonialisti britannici.
Come ogni ragazzo, Buju voleva spesso assistere alle esibizioni del suo artista preferito nei Sound System e nelle dancehall, ma all'età di soli 12 anni fu lui a prendere in mano il microfono e a cominciare a farsi spazio nella scena musicale con lo pseudonimo di "Gargamel". Il suo primo singolo, The Ruler, fu pubblicato non molto dopo il 1987 e fu prodotto da Robert Ffrench. Seguirono diverse registrazioni di singoli per i più importanti produttori del periodo, tra cui nel 1988 la controversa Boom Bye Bye.

## Registrazioni
Nel 1991, Buju si unì all'etichetta Donovan Germain's Penthouse Label e cominciò una collaborazione molto fruttuosa con il produttore Dave Kelly e anche con la sua etichetta discografica Madhouse Record. Buju è uno degli artisti più popolari della storia giamaicana, da quando irruppe improvvisamente nelle classifiche nel 1992 con le canzoni Bogle e Love Me Browning - Love Black Woman, entrambe grandi successi. Questo nonostante la disputa nata su Love Me Browning che parla della preferenza di Buju per le donne di pelle chiara:  alcuni lo accusarono di promuovere le tendenze colonialiste e di offendere l'aspetto delle donne nere. In risposta l'artista pubblicò Black Women che parla del suo amore per la pelle scura ("fi all black woman, respect all the girls dem with dark complexion").
Il 1992 fu un anno di grande importanza per Buju, che ruppe incredibilmente il record di Bob Marley per il maggior numero di singoli al primo posto in classifica in un anno. A partire da Man fi Dead, la voce graffiante dell'artista giamaicano dominò tutte le frequenze radio per l'intera durata dell'anno.

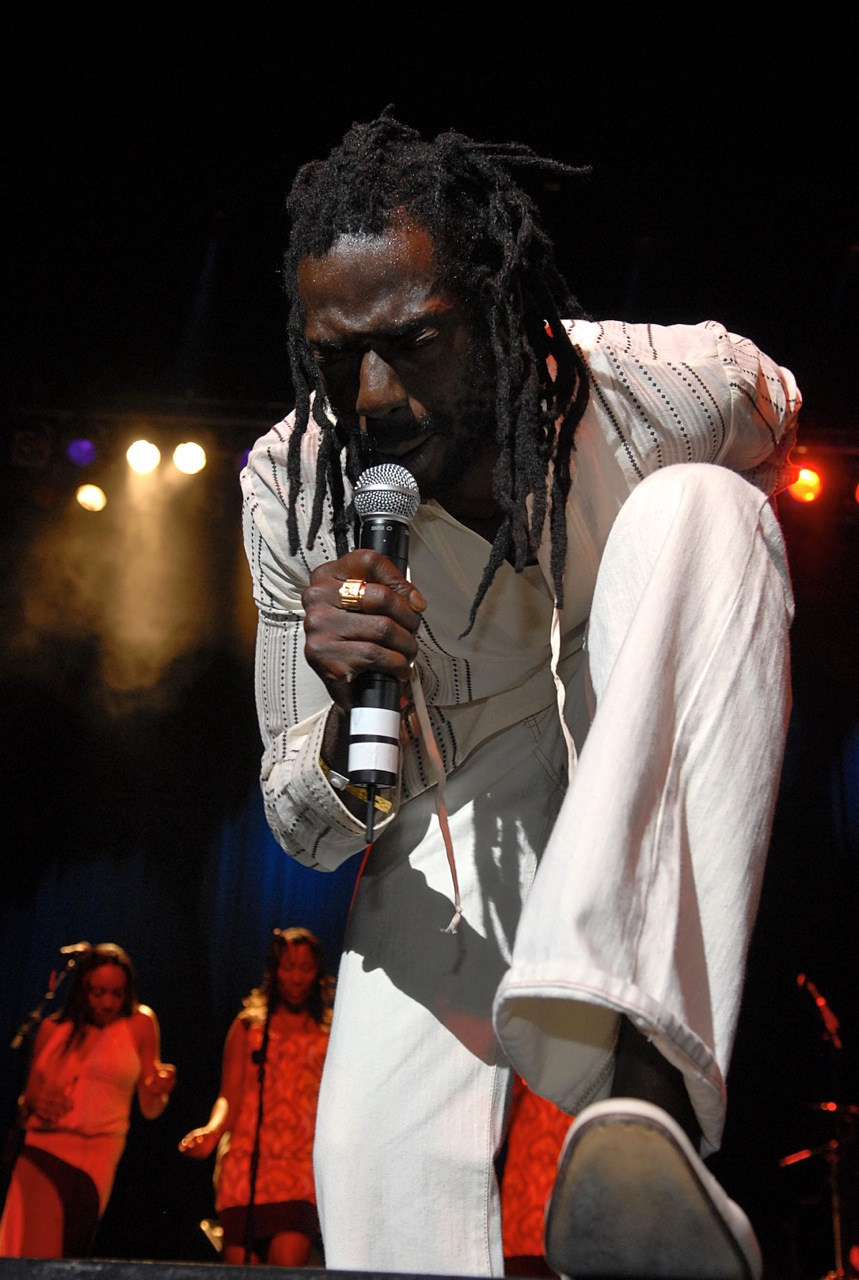
Buju Banton a New York nel 2007

Il suo album di debutto Mr. Mention include i suoi migliori successi di quell'anno.
Ma il 1992 è anche l'anno della ripubblicazione a livello internazionale di Boom Bye Bye, che crea un caso sia in Europa che negli USA, tanto che l'artista viene cancellato dalla line-up del festival Womad e la sua carriera rischia il tracollo.
Nel 1993 esce l'album Voice Of Jamaica, che esprime una forte coscienza politica e sociale ed un conseguente impegno di denuncia attraverso la musica. La canzone Deportees, ad esempio, è una forte critica verso quei giamaicani che fuggono dalla povertà e vanno all'estero dimenticandosi la loro patria e la sua situazione economica e sociale; Tribal War (il remix di una canzone di Little Roy) critica sottilmente la violenza politica; Willy, Don't Be Silly promuove l'uso del preservativo.
Nel 1994 Buju si unì al Movimento Rastafariano dopo la morte del suo amico Garnett Silk (2 aprile 1966 – 9 dicembre 1994) e dall'uccisione di numerosi altri artisti Dancehall in quell'anno.
Questa scelta ideologica si ripercosse anche sulla musica dell'artista e così i suoi concerti ed i suoi brani iniziarono ad avere un maggior valore spirituale e non-violento.
Tutto questo si rifletté nell'album 'Til Shiloh (1995), il primo registrato con una band invece che con la musica sintetizzata, che sposta il baricentro del suo stile dal Dancehall al Roots reggae. In questo lavoro, appunto, emergono le nuove visioni politiche e religiose di Buju attraverso tutti i brani musicali, a partire dal singolo Murderer che condanna la violenza all'interno della scena musicale Dancehall in Giamaica. Questo brano ebbe una così forte influenza che alcuni locali decisero addirittura di smettere la riproduzione di canzoni di contenuto eccessivamente violento. Il disco contiene anche la ballata Untold stories, un brano eseguito con sole chitarra e voce, subito paragonato alla Redemption Song di Bob Marley, che provoca un grande impatto nel pubblico reggae mondiale e tra gli artisti giamaicani, tanto che anche altri, come Capleton, modificano la loro produzione mostrando una maggiore adesione al rastafarianesimo e testi di aperta denuncia sociale.
Nel 1995 esce una sua canzone, Runnin' From tha Police, canzone cantata da diversi artisti gangsta rap: 2Pac, Biggie Smalls, Dramacydal (successivamente Tha Outlawz) e Strecht.
Nel 1997 il disco Inna Heights è la definitiva riprova di un nuovo modo di intendere il reggae promosso da Buju Banton: ampiamente debitore alla tradizione roots giamaicana, il disco ospita una leggenda come Toots Hibberts e vede la partecipazione di Beres Hammond, i cui duetti con Buju Banton vengono giudicati dai critici la miglior combination tra cantante e raggamuffin/dj della produzione reggae di sempre. Il tour di promozione di questo disco porta per la prima volta Buju Banton anche in Italia, dove si esibisce in affollatissimi concerti tra cui uno memorabile al Leoncavallo di Milano.
Nel 1998 Buju Banton collabora con la punk band Rancid partecipando a tre canzoni del loro disco, tra cui la title track Life won't wait.
Nel 2000 Buju pubblica il disco Unchained Spirit, che reca traccia delle tante collaborazioni in cui l'artista si è cimentato; oltre ai Rancid ci sono i giamaicani Luciano, Morgan Heritage, Stephen Marley. Il disco non mette a fuoco una direzione stilistica precisa, ma sancisce l'entrata di Buju Banton tra i grandi del reggae mondiale, che viene accompagnata da tour che toccano tutti i continenti.
È stato premiato con un Grammy Award, per la categoria "Miglior album reggae", per il disco Before the Dawn.

## Contestazioni, boicottaggio e carcerazione per spaccio di droghe
Il musicista è stato coinvolto nel 2004 in un processo per aggressione di gruppo ai danni di sei persone omosessuali proprio in Giamaica, durante il quale, all'esterno del tribunale, alcuni manifestanti esposero cartelli a suo sostegno con il verso di una canzone di Bob Marley, che recita "man to man is so unjust". Il processo si concluse con un'assoluzione.
Nel gennaio 2010 è stata contestata la nomination ai Grammy di Buju Banton a causa dei contenuti omofobici e violenti dei suoi testi. Inoltre, in vari paesi, molte date dei suoi concerti sono state cancellate, anche successivamente alla firma, nel 2007, del Reggae Compassionate Act, considerata un atto meramente formale fatto a causa dei danni economici e di immagine causati dalla campagna di pressione Stop Murder Music e dal boicottaggio dei suoi concerti (stimati nel 2007 dai promotori della campagna intorno ai 5 milioni di US$).
il 10 dicembre 2010 è stato arrestato in Florida per cospirazione con intenzione di voler possedere e successivamente di distribuire più di cinque chilogrammi di cocaina. Secondo il Tampa Bay Online, Banton e due delle persone che lo accompagnavano, di cui uno conoscente d'infanzia, sono stati arrestati ed incarcerati dopo aver avuto una riunione discutendo di cocaina con una quarta persona, un informatore pagato dal governo degli Stati Uniti. L'uomo ingaggiato dalla DEA americana avrebbe vantato di aver fatto parlare il cantante, ubriaco, sotto intercettazione di una possibile futura trattativa di sostanza illecita e ne avrebbe tratto una somma stimata superiore a 3.3 milioni di dollari dal Dipartimento di Giustizia a Miami avendo tratto in inganno il cantante. Per questa accusa l'artista rischia una sentenza di 20 anni di prigione. Detenuto in un primo tempo a Miami è stato trasferito a Tampa, dove è stato dichiarato colpevole dalla giuria americana il 22 febbraio 2011 di tre capi di accusa sui quattro mossi dall'accusa e il 24 giugno 2011 è stato condannato a 10 anni di reclusione per traffico di sostanze stupefacenti.. È stato scarcerato il 7 dicembre 2018.
Molti artisti giamaicani hanno inciso canzoni per chiedere la sua scarcerazione: tra essi Anthony B, Cocoa Tea, Sizzla Kalonji.

## Discografia
- 1992: Stamina Daddy (in seguito ripubblicato come Quick)
- 1992: Mr. Mention
- 1993: Voice of Jamaica
- 1995: 'Til Shiloh
- 1997: Buju Banton & Anthony B - Chanting by the walls of Babylon
- 1997: Inna Heights
- 2000: Unchained Spirit
- 2004: Buju and friends
- 2004: Rastaman vibration
- 2003: Friends for Life
- 2006: Too Bad
- 2009: Rasta got Soul
- 2010: Before the Dawn